# انتشار المبتكرات

انتشار المبتكرات أو انتشار الابتكارات هو نظرية تسعى إلى شرح كيفية انتشار الأفكار والتقنيات الجديدة، وسبب هذا الانتشار، ومعدله. نشر إيفرت روجرز، أستاذ دراسات التواصل، هذه النظرية في كتابه انتشار المبتكرات، الذي نُشر لأول مرة في عام 1962، وهو الآن في طبعته الخامسة (2003). يقول روجرز إن الانتشار هو العملية التي يجري من خلالها نقل الابتكار مع مرور الوقت بين المشاركين في النظام الاجتماعي. تتنوع أصول نظرية انتشار المبتكرات وتغطي تخصصات متعددة.
يقترح روجرز أن أربعة عناصر رئيسية تؤثر على انتشار فكرة جديدة: الابتكار نفسه، وقنوات التواصل، والوقت، والنظام الاجتماعي. تعتمد هذه العملية اعتمادًا كبيرًا على رأس المال البشري. يجب تبني الابتكار على نطاق واسع من أجل الاكتفاء الذاتي. في إطار معدل التبني، هناك نقطة يصل عندها الابتكار إلى الكتلة الحرجة.
فئات المتبنين هي المبتكرون، والمتبنّون أصحاب السبق، والأغلبية المتقدمة، والأغلبية المتأخرة، والمتخلفون. يتجلى الانتشار بطرق مختلفة ويخضع بدرجة كبيرة لنوع المُتبنين ومنهج قرار الابتكار. معيار تصنيف المتبني هو الابتكارية، التي تُعرَّف بأنها الدرجة التي يتبنى بها الفرد فكرة جديدة. 

## نبذة تاريخية
دُرس مفهوم الانتشار لأول مرة على يد عالم الاجتماع الفرنسي غابرييل تاردي في أواخر القرن التاسع عشر، وعلماء الإنسان والجغرافيين الألمان والنمساويين مثل فريدريش راتزل وليو فروبنيوس. بدأت دراسة انتشار المبتكرات في حقل علم الاجتماع الريفي في الغرب الأوسط للولايات المتحدة في عشرينيات القرن العشرين وثلاثينياته. كانت التكنولوجيا الزراعية تتقدم بسرعة، وبدأ الباحثون بدراسة الكيفية التي يتبنى بها المزارعون المستقلون البذور والمعدات والتقنيات الهجينة. عززت دراسة عن تبني بذور الذرة الهجينة في ولاية آيوا من قبل ريان وغروس (1943) العملَ السابق حول الانتشار في نموذج متميز يمكن الاستشهاد به باستمرار في المستقبل. منذ بدايتها في علم الاجتماع الريفي، طُبق مفهوم انتشار المبتكرات في العديد من السياقات، بما في ذلك علم الاجتماع الطبي، والاتصالات، والتسويق، ودراسات التنمية، وتعزيز الصحة، والدراسات التنظيمية، وإدارة المعرفة، وعلم الحفظ الحيوي، ودراسات التعقيد، مع تأثير كبير بشكل خاص على استخدام الأدوية والتقنيات الطبية والاتصالات الصحية. في الدراسات التنظيمية، صاغ إتش. إيرل بيمبرتون شكله الأساسي الوبائي أو التأثير الداخلي، مثل طوابع البريد وقواعد السلوك المدرسية الموحدة.
في عام 1962، نشر إيفرت روجرز، أستاذ علم الاجتماع الريفي، عمله الأساسي: انتشار المبتكرات. جمّع روجرز الأبحاث من أكثر من 508 دراسات انتشار عبر المجالات التي أثرت في البداية على النظرية: علم الإنسان، وعلم الاجتماع المبكر، وعلم الاجتماع الريفي، والتعليم، وعلم الاجتماع الصناعي، وعلم الاجتماع الطبي. وباستخدام توليفته، أنتج روجرز نظرية حول تبني المبتكرات بين الأفراد والمنظمات. صُنف كتاب انتشار المبتكرات وكتب روجرز اللاحقة من بين أكثر الكتب التي يُستشهد بها في أبحاث الانتشار. تُتابَع منهجياته عن كثب في أبحاث الانتشار التي أُجريت مؤخرًا، حتى مع توسع المجال ليشمل تخصصات منهجية أخرى مثل تحليل الشبكة الاجتماعية والاتصال، والتي يتأثر بها أيضًا.

## خمسة مراحل لاتخاذ قرار التبني
| المرحلة  | التعريف |
| -------- | --- |
| المعرفة  | في هذه المرحلة يتعرف الفرد إلى الابتكار لأول مرة ولكنه يفتقر إلى المعلومات حول هذا الابتكار. ولم يحدث أي تحفيز للفرد في هذه المرحلة من العملية للبحث عن المزيد من المعلومات عن هذا الابتكار.                                                      |
| الاقتناع | في هذه المرحلة يبدأ اهتمام الفرد بالابتكار ويعمل على معرفة المزيد من المعلومات والتفاصيل حوله. |
| القرار   | يفكر الفرد في هذه المرحلة في مبدأ التغيير ويدرس المزايا والسيئات الناتجة عن استخدام هذا الابتكار ويقرر بعدها تقبل أو رفض الابتكار. وبناءً على الطبيعة الفردية لهذه المرحلة فقد نوه افرت روجرز إلى كون هذه المرحلة الأصعب في الحصول على دليل منهجي. |
| التطبيق  | يستخدم الفرد الابتكار في هذه المرحلة بطريقة تختلف تبعاً للموقف. ويحدد على هذا الأساس مدى فائدة الابتكار وربما يبحث عن معلومات أكثر أيضاً. |
| التأكيد  | يقرر الفرد بشكل نهائي في هذه المرحلة الاستمرار في استخدام الابتكار. كما أن هذه المرحلة تأكيد ذاتي، لذا ربما تخلق تناشزاً معرفياً، وتأكيد بين عدة أشخاص أيضاً على أن المجموعة اتخذت القرار الصائب.                                                    |

## المنهج
يحدث الانتشار من خلال منهج صنع قرار ذي خمس خطوات. يحدث ذلك من خلال سلسلة من قنوات التواصل على مدار فترة زمنية بين أعضاء نظام اجتماعي مماثل. حدد ريان وغروس لأول مرة التبني باعتباره منهجًا في عام 1943. إن مراحل (خطوات) روجرز الخمس: الوعي، والاهتمام، والتقييم، والمحاكمة، والتبني، هي جزءٌ لا يتجزأ من هذه النظرية. يستطيع الفرد رفض ابتكار ما في أي وقت في أثناء عملية التبني أو بعدها. درس أبراهامسون هذه العملية بشكل نقدي من خلال طرح أسئلة مثل: كيف تنتشر الابتكارات غير الفعالة تقنيًا وما الذي يعوق الابتكارات الفعالة تقنيًا من الالتحاق بها؟ يقدم أبراهامسون اقتراحات لكيفية إجراء العلماء التنظيميين تقييمًا أكثر شمولًا لانتشار المبتكرات. في الإصدارات اللاحقة من كتاب انتشار المبتكرات، يغير روجرز المصطلحات في المراحل الخمس إلى: المعرفة، والاقتناع، والقرار، والتطبيق، والتأكيد. ومع ذلك، ظلت أوصاف الفئات متشابهة خلال الطبعات.

## معدل التبني
يُعرّف معدل التبني بأنه السرعة النسبية التي يتبنى عندها المشاركون ابتكارًا ما. يُقاس المعدل عادةً بطول الفترة الزمنية اللازمة لنسبة مئوية معينة من أعضاء النظام الاجتماعي من أجل تبني ابتكار ما. تُحدَّد معدلات تبني الابتكارات حسب فئة الفرد المتبني. بشكلٍ عام، يحتاج الأفراد الذين يتبنون أول ابتكار إلى فترة تبنٍّ أقصر (منهج التبني) بالمقارنة مع المتبنين المتأخرين.
يصل الابتكار إلى الكتلة الحرجة عند نقطة ما من منحنى التبني. وهذا هو الوقت الذي يضمن فيه عدد الأفراد المتبنين أن يكون الابتكار مكتفيًا ذاتيًا.

### استراتيجيات التبني
يحدد روجرز عدة استراتيجيات من أجل مساعدة الابتكار في الوصول إلى هذه المرحلة، بما في ذلك حين يتبنى الابتكارَ فردٌ يحظى باحترام كبير داخل شبكة اجتماعية ويخلق رغبة غريزية في ابتكار محدد. هناك إستراتيجية أخرى تشمل إدخال ابتكار ما إلى مجموعة من الأفراد الذين يستخدمون هذه التكنولوجيا بسهولة، فضلًا عن توفير ردود فعل وفوائد إيجابية للمتبنين أصحاب السبق.

### الانتشار مقابل التبني
التبني هو عملية فردية تفصّل سلسلة المراحل التي يمر بها المرء منذ أول جلسة استماع حول منتج وحتى تبنيه أخيرًا، أما الانتشار، فهو ظاهرة جماعية تقترح كيفية انتشار ابتكار ما.